# Sergej Čemezov
Sergej Viktorovič Čemezov (in russo Сергей Викторович Чемезов?; Cheremkovo, 20 agosto 1952) è un manager, militare e politico russo, dal 2007 amministratore delegato di Rostec, un conglomerato statale della difesa con più di 400 aziende. Ex agente del KGB raggiungendo il grado di generale, è diventato amico di Vladimir Putin quando entrambi erano di stanza nella Germania Est nel 1980.
Le carte dei Pandora Papers hanno rilevato che Čemezov e la sua famiglia hanno una rete di proprietà offshore, incluso uno superyacht di 500 milioni di dollari.

## Biografia
Čemezov è nato il 20 agosto 1952 nella città di Čeremchovo nell'Oblast' di Irkutsk.
Si è laureato con lode presso l'Istituto di Economia Nazionale di Irkutsk (attualmente Università statale di economia e legge Bajkal) nel 1975  e poi ha completato la sua formazione post laurea presso l'Accademia Militare dello Stato Maggiore Generale delle Forze Armate della Russia. Čemezov ha un dottorato in economia ed è anche professore e membro a pieno titolo dell'Accademia Militare.
Presso l'Istituto scientifico e di ricerca di Irkutsk per metalli rari e non ferrosi, Čemezov fornì una valutazione economica dei depositi come ingegnere, ricercatore associato e assistente di laboratorio capo per sei mesi dal 15 ottobre 1975 al 28 aprile 1976 mentre aspettava che i suoi documenti venissero elaborati per entrare nei ranghi del KGB.

### Nella Germania dell'Est con Putin
Dal 1980 al 1988 come esponente del KGB, ha lavorato presso l'Associazione di ricerca-industria "Luch", che raccoglieva per conto del KGB informazioni scientifiche e tecniche nella Repubblica Democratica Tedesca (RDT) controllata dai comunisti. Dal 1983 al 1988, Čemezov è stato il capo dell'ufficio di rappresentanza dell'Associazione Luch nella Germania dell'Est, dove ha incontrato Vladimir Putin e Nikolay Tokarev. Nikolay Tokarev, Čemezov e Vladimir Putin hanno lavorato per il loro capo del KGB Lazar Matveev mentre nella Germania dell'Est sia Čemezov che Putin vivevano nello stesso condominio di Dresda. Lì divennero amici.
Dal 1988 al 1996, Chemezov, in qualità di controllore del KGB, è stato vice amministratore delegato dell'Associazione per il commercio estero "Sovintersport" sotto la guida di Viktor Galaev (in russo Виктор Галаев?).  Sovintersport, voluto da Putin e Chemezov, deteneva il monopolio degli sport sovietici con l'Occidente.

### Aiutante al Cremlino di Putin
Dal 1996 al 1999 è stato presidente del Dipartimento per le relazioni economiche estere presso l'Ufficio per gli affari presidenziali, in servizio sotto Putin. Successivamente è passato alla carica di presidente del Dipartimento per le relazioni economiche estere dell'amministrazione presidenziale della Russia. Durante questo periodo, e sebbene sia l'Ucraina che la Georgia si siano opposte, Chemezov è stato fondamentale nel garantire alla Russia la quota corretta della proprietà statale dell'ex URSS, dagli archivi di stato e dai debiti statali.

### Responsabile di Promexport e Rosboronexport
Dal settembre 1999 al novembre 2000, Chemezov è stato CEO di Promexport. Nell'agosto 2000 è diventato membro del Comitato presidenziale per la cooperazione militare e ingegneristica tra Russia e Paesi esteri. Dal novembre 2000 all'aprile 2004, Chemezov è stato prima vice CEO di Rosoboronexport e poi CEO dal 2004 al 2007. Dopo che Rosoboronexport ha ottenuto una partecipazione del 66% in VSMPO-Avisma nell'ottobre 2006, Sergey Chemezov è diventato presidente di VSMPO- AVISMA un mese più tardi.

### Rostec
Il 26 novembre 2007, Putin ha nominato con decreto Chemezov amministratore delegato della Russian Technologies Corporation, ribattezzata Rostec alla fine del 2012.
Alla 6ª convention del partito Russia Unita tenutasi il 2 dicembre 2006, Chemezov è stato eletto nel Consiglio supremo del partito. Alla 7a convenzione del partito il 26 maggio 2012, Chemezov è stato rieletto.
Nel 2011, Chemezov, Makarov e Alexei Miller, presidente di Gazprom, rappresentavano il consiglio di sorveglianza del Team Katyusha (in russo  Катюша?), formato nel 2008; insieme a Novikombank (in russo  ЗАО АКБ «НОВИКОМБАНК»?) e Transneft (in russo  ОАО «АК «Транснефть»?), le loro società (Rostec, ITERA e Gazprom) sono stati i principali sponsor di Katyusha. Durante questo periodo, Chemezov è stato coinvolto con Igor Makarov nella formazione della principale filiale di ITERA Group, la Itera Oil and Gas Company, fondata nel 1992 con sede a Jacksonville, in Florida, e originariamente di proprietà della moglie di Chemezov, Iganatova.

### Sanzioni
Il 28 aprile 2014 l'amministrazione Obama gli ha impedito di entrare negli Stati Uniti a causa dell'annessione della Crimea da parte della Federazione Russa. Pochi mesi più tardi, il 12 settembre 2014, nell'ambito di un'espansione molto più ampia del suo programma, Chemezov è stato sanzionato dall'Unione europea per il conflitto Russia-Ucraina.
Grazie ai contributi di beneficenza di Serguei Adoniev, Chemezov è diventato influente nel giornale Novaya Gazeta dal 2014.
Nel febbraio 2019, la Fondazione anticorruzione collegata ad Alexei Navalny ha scoperto l'appartamento della moglie di Chemezov, Ekaterina Ignatova, nell'edificio del Moskva Hotel con un valore di mercato di circa 5 miliardi di rubli.
Il 3 marzo 2022, gli Stati Uniti hanno imposto restrizioni sui visti e congelato i beni di Chemezov, sua moglie, i suoi figli, la figliastra a causa dell'invasione russa dell'Ucraina nel 2022. Il 15 marzo 2022, la Spagna ha temporaneamente sequestrato lo yacht da 140 milioni di dollari di Chemzov "Valerie" a Barcellona a causa dell'invasione russa dell'Ucraina nel 2022.

## Vita privata
Si sposò una prima volta con Ljubov, molto amica di Ljudmila Putina, ex moglie di Putin, sin dal suo periodo nella DDR.
Si è sposato poi un seconda volta con Ekaterina Ignatova. Possiede il 70% dell'impresa Kate LLC impegnata nella produzione e nello sviluppo di cambi per AvtoVAZ ed è la principale proprietaria della catena di ristoranti "Floor" (19 nella capitale) e della compagnia "Trojka Dialog" (insieme a Gor Nachapetjan).
Čemezov ha quattro figli: due dal primo matrimonio (Aleksandr e Stanislav) e due dal secondo (una figlia e il figlio Sergej).